# Július Kowalski
Július Kowalski, pseudonym Alexander Dominik (24. února 1912 Ostrava – 2. června 2003 Bratislava) byl český hudební skladatel a pedagog, žijící od roku 1945 na Slovensku.

## Život
Rodina skladatele pocházela z Polska. Jeho otec, Július Kowalski, byl houslistou v Krakově. Studoval na Hudební škole v Moravské Ostravě hru na housle. V roce 1929 pokračoval na Pražské konzervatoři studiem skladby a dirigování. Ve skladbě byl jeho učitelem Rudolf Karel a později na mistrovské škole Josef Suk. Dirigování studoval u Pavla Dědečka a na mistrovské škole u Václava Talicha. Kromě toho dále studoval i hru na housle u Rudolfa Reissiga. V době studií byl sbormistrem pěveckého sdružení Slavoj.
Po absolvování mistrovské školy se stal profesorem hudební výchovy na gymnáziu v Sremské Mitrovici a řídil hudební soubory v Mitrovici a v Bělehradě. V roce 1935 se vrátil do Prahy. Studoval mikrotonální hudbu u Aloise Háby a současně byl sbormistrem několika pěveckých sborů (Tovačovský sbor, Sbor Křižkovského) a dirigentem rozhlasových orchestrů v Praze, Bratislavě a Ostravě. Vedle toho řídil i amatérské orchestry: Sokolskou filharmonii a orchestr firmy Odkolek. V roce 1937 byl delegátem Československé republiky na Světové výstavě v Paříži. V roce 1939 působil jako korepetitor a dirigent Velké operety v Praze a o rok později se stal korepetitorem divadla v Salcburku. V té době dále studoval dirigování u Clemense Krausse v Salcburku a v Berlíně. V letech 1942–1944 byl korepetitorem, členem orchestru a dirigentem Národního divadla v Bělehradě a současně nepřerušil spolupráci s divadlem v Salcburku.
Po skončení války přijal pozvání Jána Cikkera do Bratislavy a stal se sbormistrem a dirigentem opery Slovenského národního divadla. Od roku 1946 působil jako umělecký vedoucí různých souborů (Tatran, soubor ĽUT Povereníctva pôšt, Bratislavský robotnícky kultúrny kolektív) a jako vedoucí programového oddělení Hudobnej a artistickej ústredne v Bratislavě. V letech 1954–1956 byl ředitelem hudební školy ve Skalici, o rok později působil ve stejné funkci v Pezinku a v roce 1957 se stal ředitelem Lidové školy umění ve Štefánikovej ulici v Bratislavě. Zde setrval až do odchodu do důchodu v roce 1979.

## Dílo

### Opery
- Rozprávka pri praslici (libreto Ľ. Zeljenka, 1954)
- Lampiónová slávnosť (libreto J. Elen-Kaiser podle H. Pfeiffera, 1961)

### Orchestrální skladby
- 7 symfonií
- 5 divertiment
- Ruská rapsódie (1934)
- Srbská symfonická fantazie (1935)
- Předehra k Dostojevského románu Idiot (1941)
- Povstanie, Oslobodenie (symfonické básně, 1954–5)
- Veseloherná predohra (1957)
- Elegická poéma (1959)
- Impresie z Eisenachu (1967)
- Concertino pre klavír a sláčikový orchester (1970)
- Koncert pre violončelo a sláčikový orchester (1970)
- Buffonesca piccola (1974)
- Koncertantná symfonietta (1975)
- Concertino pre violončelo a sláčikový orchester (1975)
- Koncert pre sláčikové kvarteto a orchester (1976)
- Večerná hudba (1976)
- Koncert pre husle a orchester (1978)
- Elégia (1978)
- Intrada (1980)
- Symfonietta (1981)
- Concertino pre violu a orchester (1985)
- Fresky (1986)
- Concertino pre kontrabas a orchester/klavír (1987)
- Štyri invencie pre symfonický orchester (1988)
- Concerto (1989)

### Kantáty
- Stabat mater (1945)
- Pieseň stroja (slova A. Petrík, 1950)
- Hold Bratislave (slova J. Elen-Kaiser, 1952)
- Pozdrav Bratislave (J. Elen-Kaiser, 1961)

### Mikrotónová hudba
- Dvě improvizace pro husle v čtvrttónovém systému (1934)
- Pièces I.-II. pro housle a klavír (1934)
- Partita pro housle v šestinotónovom systému (1936)
- Malá suita v šestinotónovém systému pro violu (1936)
- Fantazie pro housle a violoncello v čtvrttónovém systému (1937)
- Skica pro klarinet a klavír v čtvrttónovém systému (1937)

### Komorní hudba
- 7 smyčcových kvartet
- 14 trií pro různá nástrojová obsazení
- Klavírní kvartet
- Klavírní kvintet
- Dechová kvinteta (Päť invencií, Grimasy)
- Sexteto (1989)

Dále komponoval skladby pro klavír, housle a klavír i další nástroje, písně, instruktivní skladby a scénickou hudbu zejména pro dětského diváka. Úplný soupis díla je v .